# Colomba Gabriel
Colomba Gabriel (Stanisławów, 3 maggio 1858 – Roma, 24 settembre 1926) è stata una religiosa polacca, fondatrice delle Suore Benedettine di Carità. Nel 1993 papa Giovanni Paolo II l'ha beatificata.

## Biografia
Di nobile famiglia polacca, fu maestra e insegnante presso la scuola annessa al monastero delle benedettine di Leopoli.
Nel 1882 divenne lei stessa monaca benedettina (in tale occasione, cambiò il suo nome di battesimo, Janina Matylda, in quello religioso di Colomba) e, in seguito, venne eletta badessa della comunità.
Costretta ad abbandonare il suo monastero, nel 1900 si trasferì in Italia ed entrò tra le benedettine di Subiaco; nel 1902 si spostò a Roma e iniziò a dedicarsi all'apostolato attivo in favore dei bambini dei quartieri di Testaccio e Prati.
La Gabriel raccolse attorno a sé numerose collaboratrici, assieme alle quali diede inizio alla congregazione delle Suore Benedettine di Carità.

## Il culto
Il 16 giugno 1983 la Santa Sede concesse il nihil obstat per l'apertura del suo processo di canonizzazione: dichiarata venerabile il 10 luglio 1990, è stata proclamata beata da papa Giovanni Paolo II il 16 maggio 1993.
La sua memoria liturgica ricorre il 24 settembre.